# Ballet Dommage
Ballet Dommage is een Vlaams theatergezelschap dat in 2010 werd opgericht door de acteurs en theatermakers Katrien Valckenaers en Maxim Storms. Ballet Dommage speelt niet enkel in theaterzalen, maar ook op pleinen en bij mensen thuis. 

## Geschiedenis
Valckenaers en Storms voltooiden in 2012 samen de masteropleiding drama aan het KASK Gent. De voorstelling waarmee ze afstudeerden,We All Need Some, maakten ze samen. Deze voorstelling werd geselecteerd voor de Horlait-Dapsens prijs, die jaarlijks vier studenten uit het KASK Gent en het  Conservatorium van Gent bekroont met een geldprijs. In 2011 had het duo al het bouwproject Graag had ik iets gemaakt met een wolf en een kasteel dat dan uit elkaar zou moeten vallen in de hoop dat het iets mooi en oprecht zou kunnen verteld hebben op poten gezet in het kader van Theater Aan Zee. Voor dit project bouwden Valckenaers en Storms in zeven dagen een kerk in Oostende. Ook in 2015 zou Ballet Dommage aantreden op het Theater Aan Zee, deze keer met Golden Palace. Voor de kindervoorstelling Wachten En Andere Heldendaden uit 2014 kreeg auteur Freek Mariën de Taalunie Toneelschrijfprijs. Hoewel enkele van deze stukken in de theaterzaal gespeeld werden, onderscheidt Ballet Dommage zich door zijn nomadische karakter.

## VOLK
In 2013 startte Ballet Dommage, in samenwerking met CAMPO en de stad Gent, het project VOLK op. Daarvoor ging het gezelschap met een verrijdbaar theater in negen Gentse wijken van deur tot deur met als doel om bij mensen thuis te spelen. Het eerste fragment heette Presentatie van te grootse plannen. In 2016 werd een tweede fragment van VOLK gemaakt. Deze keer bezocht Ballet Dommage ook andere Vlaamse steden, zoals Leuven en Hasselt. 

## Selectie TheaterFestival
Met de jeugdvoorstelling Klutserkrakkekilililokatastrof, die het in samenwerking met fABULEUS creëerde, werd Ballet Dommage geselecteerd voor het Theaterfestival 2017, dat "de meest belangwekkende voorstellingen van het afgelopen seizoen" in de kijker zet. De voorstelling draait Rond Klut en Lilo, twee rondtrekkende personages gespeeld door Valckenaers en Storms. 